# Hovsep Pushman
Hovsep Pushman (n. 9 mai 1877 - d. 1966) a fost un pictor armeno-american faimos pentru portretele sale statice.